# Etna (divinità)
Etna è una dea della mitologia greca.
Era considerata figlia di Urano e Gea e diede il nome all'omonimo vulcano, le cui distruttive eruzioni erano causate dal drago Tifone, che viveva nelle sue viscere.
La Sicilia, terra di vulcani e frumento, era causa di dispute tra Efesto e Demetra, dei rispettivamente del fuoco e delle messi. Etna fece da arbitro. Viene a volte ritenuta madre dei Palici.